# Бухарів
Бу́харів — село в Україні, в Рівненському районі Рівненської області. Населення становить 245 осіб. До 2020 року було центром Бухарівської сільської ради.

## Географія
Село розташоване на правому березі річки Горинь.

## Історія
Згідно з поборовим реєстром Луцького повіту за 1570 рік, Андрій Добринський платив з Бочаниці і частини Бухарева з 13 димів, 12 город, 11 город. Частина села належала тоді Томашеві Вороні-Боратинському, 17 город і 14 город.
В 1577 році той же Андрій Добринський платив з Бухарева з 4 дим, 2 город. У 1650 році Данило Єло-Малинський платив зі села
за 73 дим., а в 1631 тільки за 10 дим. В кінці ХІХ століття село належало шляхтичам Вигурам.
У 1906 році село Сіянецької волості Острозького повіту Волинської губернії. Відстань від повітового міста 23 верст, від волості 6. Дворів 60, мешканців 450.
З 2020 року у складі Острозької міської громади.

## Населення
Згідно з переписом УРСР 1989 року чисельність наявного населення села становила 270 осіб, з яких 110 чоловіків та 160 жінок.
За переписом населення України 2001 року в селі мешкало 245 осіб.

### Мова
Розподіл населення за рідною мовою за даними перепису 2001 року:
| Мова       | Відсоток |
| ---------- | -------- |
| українська | 99,18 %  |
| російська  | 0,82 %   |

## Особистості

### Уродженці
- Радишевський Ростислав Петрович (нар. 1948) — український філолог і поет.